# Cyclida
Cyclida — викопний ряд щелепоногих ракоподібних. Існував з кам'яновугільного по крейдовий період. Їх класифікація невизначена, але їх, як правило, розглядають як групу карпоїдів.

## Опис
Cyclida зовні були схожі на крабів, і, як вважають, займали подібну екологічну нішу, і вимерли, коли краби набули широкого поширення і різноманітності. Найбільші представники ряду не перевищували 6 см (довжина карапакса). Їхні зябра часто зберігаються і не схожі на зябра інших ракоподібних.

## Роди
- Americlus
- Cyclus
- Halicyne
- Schramine
- Skuinocyclus
- Uralocyclus
- Prolatcyclus
- Alsasuacaris
- Apionicon
- Carcinaspides
- Cyclocarcinoides
- Mesoprosopon
- Hemitrochiscus
- Juracyclus
- Maastrichtocaris
- Oonocarcinus
- Paraprosopon
- Opolanka